# Plougastel-Daoulas

Plougastel-Daoulas este o comună în departamentul Finistère, Franța. În 1 ianuarie 2022 avea o populație de 13.431 de locuitori.